# Studio di natiche
Lo Studio di natiche (Étude de fesses) è un dipinto ad olio su tela realizzato dal pittore svizzero Félix Vallotton intorno al 1884. La tela, conservata in una collezione privata, raffigura le natiche di una donna nuda. 

## Analisi
In questo studio, una delle primissime opere dell'artista, il giovane Vallotton dipinse con realismo tutte le imperfezioni dell'epidermide (cellulite, pieghe, arrossamenti) di una donna che appoggia la mano sinistra su un fianco. Rifiutando il canone idealizzato accademista, i pittori realisti, impressionisti e avanguardisti preferivano ritrarre con naturalezza il corpo femminile in maniera non idealizzata. Questo quadro "appartiene all'esercizio dello studio d'artista attraverso l'applicazione della resa, pur tradendo la facezia dello studente nella scelta dell'inquadratura, che ne fa, mutatis mutandis, una sorta di rovesciamento della celebre tela di Courbet L'origine del mondo".